# Мальбагушское сельское поселение
Мальбагушское сельское поселение — сельское поселение в Азнакаевском районе Татарстана.
Административный центр — деревня Мальбагуш.
В состав поселения входит 5 населённых пунктов.

## Административное деление
- c. Мальбагуш
- с. Нижнее Якеево
- дер. Елга Баш
- дер. Каменка
- пос. Танаевка